# ایران در المپیک زمستانی ۲۰۲۲
ایران در بازی‌های المپیک زمستانی ۲۰۲۲ که از تاریخ ۴ تا ۲۰ فوریهٔ ۲۰۲۲ در پکن، چین برگزار شد حضور داشت.

## رشته‌ها و تعداد شرکت کنندگان
جدول زیر تعداد ورزشکاران و نوع هر رویداد را مشخص می‌کند.
| رشته ورزشی     | مردان | زنان | مجموع |
| -------------- | ----- | ---- | ----- |
| اسکی آلپاین    | ۰     | ۱    | ۱     |
| اسکی صحرانوردی | ۱     | ۰    | ۱     |
| مجموع          | ۱     | ۱    | ۲     |

## اسکی آلپاین
زنان
| ورزشکار     | رویداد  | دور اول | دور دوم | مجموع | رتبه |
| ----------- | ------- | ------- | ------- | ----- | ---- |
| عاطفه احمدی | اسلالوم | ۱:۱۱.۸۸ | DNF     | ―     | ―    |

حسین ساوه‌شمشکی پس از مثبت شدن تست استروئید آنابولیک از مسابقات کنار گذاشته شد. البته این ورزشکار گفت که دوپینگش سهوی بوده و اعلام معذرت خواهی کرد.

## اسکی صحرانوردی
مردان
| ورزشکار          | رویداد            | زمان     | رتبه |
| ---------------- | ----------------- | -------- | ---- |
| دانیال ساوه‌شمشکی | ۱۵ کیلومتر کلاسیک | ۴۷:۲۶.۰۰ | ۸۴   |

ستار صید پس از ابتلا به کووید-۱۹ از مسابقات کنار گذاشته شد.